# ياسر الصالحي
ياسر الصالحي (1974-2005) طبيب وصحفي عراقي من بغداد. بعد الغزو الأمريكي للعراق عام 2003، نشر الصالحي في صحف في جميع أنحاء الولايات المتحدة، وكان معروفًا بين زملائه بمزج العمل الطبي والصحفي. في عام 2005 بدأ الصالحي تحقيقا في التعذيب والقتل على يد القوات الخاصة بوزارة الداخلية العراقية المعروفين باسم لواء الذئب. قُتل الصالحي على يد قناص بالجيش الأمريكي في 24 يونيو 2005 أثناء اقترابه من نقطة تفتيش غير مُعَلَّمة.
حظيت وفاة الصالحي باهتمام دولي باعتبارها رمزًا للصعوبات التي واجهها الصحفيون في العراق خلال الحرب.

## مسيرته
في بداية حرب العراق، كان الصالحي طبيبا في بغداد، ومتزوجا من طبيبة أخرى في المدينة. كان يكافح من أجل إعالة أسرته في ظل الراتب الذي تلقاه من وزارة الصحة العراقية، بدأ العمل في الإذاعة الوطنية العامة الأمريكية ولصالح الوكالات الإخبارية اليابانية. تمكن الصالحي من الحصول على راتب شهر كامل كطبيب بعمل يوم واحد في الترجمة لوسائل الإعلام الأمريكية. في أوائل عام 2004، اتصل الصالحي بمكتب نايت ريدر في بغداد طالباً العمل كصحفي. كان المكتب يبحث عن مدير مكتب ولكنه مع ذلك عين الصالحي، الذي سرعان ما أصبح محبوباً وسط زملائه. بصفته مراسلاً لـ Knight Ridder، تحمل الصالحي مخاطر كبيرة «لجمع قصاصات من الحقيقة في مكان مليء بالخداع والخطر»، بحسب الزميلة والمراسلة هنا علام. كتبت علام أن الصالحي كان مدفوعًا بالرغبة في أن يُظهِر للقراء الأمريكيين حقيقة الحياة للعراقيين في منطقة حرب.
غطّى الصالحي القتال في المنطقة السنية التي أطلق عليها اسم «مثلث الموت» وغطى كذلك نتائج القتال في النجف. أجرى مقابلات مع كبار السياسيين والمتمردين العراقيين، وأنقذ حياة بعض الصحفيين من خلال إقناع المتمردين المسلحين بأنه وزملائه ليسوا مقاتلين. استخدم الصالحي في بعض الأحيان خبرته الطبية لمساعدة الجرحى في المواقع التي كتب عنها، وكان يمزح ذات مرة بقوله أنه «يقوم بالخياطة، وتدوين الملاحظات، والخياطة، وتدوين الملاحظات». غالبًا ما أصبح مرضى الصالحي مصادره. داخل العمل أو خارجه، بذل الصالحي جهودًا كبيرة لتعليم زملائه الصحفيين عن وطنه الأم.
كتب الصالحي لصحيفة سان خوسيه ميركوري نيوز وغيرها من الصحف في جميع أنحاء الولايات المتحدة، غالبًا ما غطت مقالات الصالحي مواضيع تتعلق بتعذيب الشرطة للمحتجزين في العراق، ومخاطر القيادة بمفرده كرجل في بغداد.
وصف الزميل والصحفي فيليب روبرتسون الصالحي بأنه «عالم أكثر منه مراسل»، ولديه «قدر كبير من الفضول واحترام الحقائق». وصف خوان كول -أستاذ تاريخ الشرق الأوسط- الصالحي بأنه «واعد للغاية»، وأنه «رجل شجاع ومحترم، ومراسل ممتاز أماط اللثام عن الأحداث الرئيسية في العراق وكشف معانيها.»

## تحقيقه حول وزارة الداخلية العراقية
في مايو 2005، نشرت مجلة نيويورك تايمز قصة عن إنشاء لواء تابع لوزارة الداخلية العراقية يسمى «لواء الذئب» بمساعدة المستشارين العسكريين الأمريكيين، على غرار النموذج الذي استخدمته فرق الموت في السلفادور في الثمانينيات. بعد نشر القصة، بدأ الصالحي تحقيقه الخاص في تشكيل وأنشطة اللواء، في نفس الوقت الذي كان فيه اللواء يشن حملة ضد المتمردين في بغداد أطلق عليها «عملية البرق». عمل في هذا المشروع كمراسل خاص لخدمة أخبار نايت رايدر.
وجد الصالحي وزميله لاسيتر «أكثر من 30 مثالاً في أقل من أسبوع» لحالات تم فيها اعتقال عراقيين من قبل اللواء، ونقل جثثهم لاحقًا إلى المشرحة وعليها آثار التعذيب والإعدام. وبتحقيقهما في حالات فردية، وجد الصالحي ولاسيتر أن عراقيين تم اختطافهم من قبل الكوماندوز في سيارات الشرطة البيضاء لاند كروزر وباستخدام مسدسات أمريكية الصنع ودروع واقية للبدن. ثم تم تعذيبهم بالسياط والصعق بالكهرباء والضرب والخنق قبل إعدامهم.
يصف الصحفي الاستقصائي نيكولاس ديفيز تقرير الصالحي، الذي نُشر بعد وفاته، بأنه «من أكثر التحقيقات شمولاً التي أجريت في الواقع وتكشف فظائع الحرب القذرة في العراق». ويضيف: «إنصافًا للمحققين اللاحقين، فإن موت الصالحي وتنامي مناخ الرعب في بغداد كان له بالتأكيد تأثير في جعل التحقيقات اللاحقة أكثر خطورة على المراسلين».

## وفاته
قُتل الصالحي برصاصة قناص أمريكي أصابت رأسه في 24 يونيو 2005، عند نقطة تفتيش أنشأها جنود أمريكيون وعراقيون ذلك الصباح بالقرب من منزل الصالحي في غرب بغداد. كان الصالحي في يوم إجازته، وكان ذاهبًا لتزويد سيارته بالوقود قبل أن يصطحب ابنته للسباحة.
وبحسب أحد شهود العيان الذين قابلهم الصحفي فيليب روبرتسون، فقد حاول الصالحي تجاوز السيارة الأولى، ثم أوقف سيارته ورفع يديه ثم أصيب برصاصة. وذكر شاهد آخر أجرى روبرتسون مقابلة معه أن جنديين أمريكيين أطلقا النار في نفس الوقت.
وبحسب شاهد قابلته الإذاعة الوطنية العامة، قُتل الصالحي بأول رصاصة أطلقت. وذكر شاهد آخر استجوبته الإذاعة الوطنية العامة أن صالحي رأى الجنود وأصيب برصاصة بمجرد ضغطه على المكابح. قال شاهد ثالث قابلته الإذاعة الوطنية العامة إن ثلاث رصاصات أطلقت، الأولى عندما حاولت السيارة التوقف. وقال الشاهد إن السيارة كانت قادمة «بسرعة كبيرة» لكنها توقفت.
وصف تقرير للشرطة العراقية أن سيارة الصالحي كانت مركونة بموازاة الرصيف بعد وفاته، ويذكر شقيق الصالحي أن ناقل الحركة في السيارة كان في وضع الحياد، وأن قدم الصالحي كانت على المكابح عند وصوله. فقد الصالحي عددًا من أصابع يده اليمنى، مما يوحي وفقًا لروبرتسون أنه أصيب برصاصة ويداه مرفوعتان.
لم يكن الجنود الأمريكيون والعراقيون الموجودون عند الحاجز قد وضعوا أقماع تحذير أو أسلاك واقية. وبعد إطلاق النار، ترك بعض الجنود الأميركيين الصالحي في سيارته وغادروا المنطقة.
تمكن روبرتسون أيضًا من مقابلة القناص الذي قتل الصالحي. كان الجندي قد تدرب في الأصل كعضو في القوات الخاصة، وأصبح قناصًا بقوات الصاعقة البرية الأمريكية. ترك الجندي الجيش، وعاد إلى الحرس الوطني بعد هجوم 11 سبتمبر 2001 الإرهابي. وبحسب الجندي، كان التقاطع الذي قُتل فيه الصالحي خطرًا على الجنود الأمريكيين، حيث قُتل أحدهم أو جُرح في اليوم السابق لوفاة الصالحي، مما دفعهم إلى تفتيش المنطقة في صباح اليوم التالي. وذكر الجندي أن سيارتين اقتربتا من موقعهما، والثانية يقودها الصالحي، بسرعة «أكثر من 20 ميلا في الساعة» ثم انحرفت حول السيارة الأولى. وذكر الجندي أنه أطلق ثلاث طلقات تحذيرية، الأولى على مسافة 150 مترًا، فيما لم تبطئ السيارة، قبل أن يطلق الرصاصة القاتلة على مسافة 20 أو 30 مترًا. أعرب الجندي عن ندمه الشديد على تصرفه، الذي قال إنه كان مدفوعًا بالخوف من أن يكون الصالحي مفجرًا انتحاريًا. خلص تحقيق للجيش الأمريكي إلى أن صالح قُتل بموجب قواعد الاشتباك. وسُجن الجندي فيما بعد بتهمة حيازة المخدرات وتوزيعها.
قُتل الصالحي قبل أسبوع واحد فقط من عيد ميلاده في 30 يونيو. وقد لقيت وفاته صدى دوليًا، وأدت إلى تدهور العلاقات بين الجنود العراقيين والأمريكيين في مكان وفاته.
يصف شقيق الصالحي تقرير الجيش عن وفاته بأنه تستر يهدف إلى حماية الجنود الأمريكيين والعراقيين من الاعتراف بارتكاب أي مخالفات، ويعتقد أغلب سكان الحي الذي قُتل فيه الصالحي أنه قد توقف قبل إطلاق النار عليه. وصفت هنا علام التحقيق بأنه «قاسٍ»، لكنها كتبت أيضًا أنه «لا يوجد سبب للاعتقاد بأن إطلاق النار له علاقة بعمل [الصالحي] الصحفي». صرح جيمس كوجان، الذي يكتب لموقع الويب الاشتراكي العالمي، أن «المهمة الأخيرة للصالحي تعطي سببًا للاشتباه في أنها كان لها علاقة بعمله»، مستشهدًا بجهود الصالحي للتحقيق في فرق الموت المزعومة. وكتب ديفيس أن «الروابط بين القوات التي كان ياسر الصالحي يحقق فيها وبين من قتلوه تلقي بظلالها القاتمة على وفاته». وفقًا لمدونة ديلي كوس، قُتل ثلاثة صحفيين، من بينهم ستيف فينسنت وياسر الصالحي وفخر حيدر، بالرصاص في العراق في عام 2005 أثناء تحقيقاتهم حول قوات وزارة الداخلية الخاصة. بعد مقابلة الجندي الأمريكي والشهود القريبين منه، خلص روبرتسون إلى أن الوفاة كانت مأساوية لكنها «سوء فهم نموذجي من النوع الذي يحدث طوال الوقت في العراق».
بعد وفاة الصالحي، كتب خوان كول أن «معظم المدنيين العراقيين الذين قتلوا على أيدي القوات العسكرية الأمريكية لا يزالون مجهولين». ووصف كول وفاة الصالحي بأنها «رمز للكارثة الحالية في العراق»، وكتب أنه مع تدهور الوضع في العراق، لم يتمكن الصحفيون من الإبلاغ عن الأمر، إما لأنهم فروا أو قُتلوا أو خائفون على حياتهم.